# Tylecodon
Tylecodon Toelken – rodzaj roślin z rodziny gruboszowatych (Crassulaceae). Obejmuje ok. 50 gatunków. Rośliny te występują w Afryce Południowej – w Namibii oraz zachodniej i południowej części Republiki Południowej Afryki.
Niektóre gatunki uprawiane są jako ozdobne, zwłaszcza Tylecodon papillaris.

## Systematyka
Pozycja systematyczna
Rodzaj z plemienia Kalanchoeae z podrodziny Sedoideae w obrębie rodziny gruboszowatych Crassulaceae. 
Wykaz gatunków
- Tylecodon albiflorus Bruyns
- Tylecodon atropurpureus Bruyns
- Tylecodon aurusbergensis G.Will. & van Jaarsv.
- Tylecodon bayeri van Jaarsv.
- Tylecodon bleckiae G.Will.
- Tylecodon bodleyae van Jaarsv.
- Tylecodon bruynsii van Jaarsv. & S.A.Hammer
- Tylecodon buchholzianus (Schuldt & P.Stephan) Toelken
- Tylecodon cacalioides (L.f.) Toelken
- Tylecodon celatus van Jaarsv. & Tribble
- Tylecodon cordiformis G.Will.
- Tylecodon decipiens Toelken
- Tylecodon ectypus F.Gren. & van Jaarsv.
- Tylecodon ellaphieae van Jaarsv.
- Tylecodon faucium (Poelln.) Toelken
- Tylecodon × fergusoniae (L.Bolus) G.D.Rowley
- Tylecodon florentii van Jaarsv.
- Tylecodon fragilis (R.A.Dyer) Toelken
- Tylecodon grandiflorus (Burm.f.) Toelken
- Tylecodon hallii (Toelken) Toelken
- Tylecodon hirtifolius (W.F.Barker) Toelken
- Tylecodon kritzingeri van Jaarsv.
- Tylecodon leucothrix (C.A.Sm.) Toelken
- Tylecodon longipes van Jaarsv. & G.Will.
- Tylecodon nigricaulis G.Will. & van Jaarsv.
- Tylecodon nolteei Lavranos
- Tylecodon occultans (Toelken) Toelken
- Tylecodon opelii van Jaarsv. & S.A.Hammer
- Tylecodon paniculatus (L.f.) Toelken
- Tylecodon pearsonii (Schönland) Toelken
- Tylecodon peculiaris van Jaarsv.
- Tylecodon petrophilus van Jaarsv. & A.E.van Wyk
- Tylecodon pusillus Bruyns
- Tylecodon pygmaeus (W.F.Barker) Toelken
- Tylecodon racemosus (E.Mey. ex Harv.) Toelken
- Tylecodon reticulatus (L.f.) Toelken
- Tylecodon rubrovenosus (Dinter) Toelken
- Tylecodon schaeferianus (Dinter) Toelken
- Tylecodon similis (Toelken) Toelken
- Tylecodon singularis (R.A.Dyer) Toelken
- Tylecodon stenocaulis Bruyns
- Tylecodon striatus (Hutchison) Toelken
- Tylecodon suffultus Bruyns ex Toelken
- Tylecodon sulphureus (Toelken) Toelken
- Tylecodon tenuis (Toelken) Bruyns
- Tylecodon torulosus Toelken
- Tylecodon tribblei van Jaarsv.
- Tylecodon tuberosus Toelken
- Tylecodon ventricosus (Burm.f.) Toelken
- Tylecodon viridiflorus (Toelken) Toelken
- Tylecodon wallichii (Harv.) Toelken